# Katarzyna Pawłowska-Góral
Katarzyna Maria Pawłowska-Góral – polska biolog, doktor habilitowany nauk medycznych.

## Życiorys
W 1984 r. ukończyła studia analityki medycznej w Śląskiej Akademii Medycznej w Katowicach, w 1995 r. obroniła pracę doktorską Rola jonów fluorkowych w biosyntezie i siarczanowaniu glikozoaminoglikanów w hodowlach fibroblastów, której promotorem był prof. Władysław Wardas, w 2008 r. habilitowała się na podstawie pracy zatytułowanej Ingerencja jonów fluorkowych w procesy oksydacyjno-redukcyjne hepatocytów szczurzych – badania in vitro.
Pracowała w Tarnowskiej Szkole Wyższej Akademii Nauk Stosowanych i na Śląskim Uniwersytecie Medycznym w Katowicach.

## Odznaczenia
- Brązowy Krzyż Zasługi (2015)[3]